# Luigi di Durazzo
Luigi di Durazzo, o anche Luigi di Gravina (1324 – Napoli, 22 luglio 1362), fu conte di Gravina e di Morrone dal 1336. Era figlio di Giovanni di Gravina e di Agnese del Périgord († 1345).

## Biografia
Nel 1337 fu nominato Capitano generale del Regno d'Albania. Fu uno degli ambasciatori reali alla Curia pontificia inviati dalla regina Giovanna I.
Nel 1348 invasione del Regno da parte di Luigi d'Ungheria comportò la cattura e l'esecuzione di suo fratello maggiore, Carlo; mentre egli stesso subì la prigione col fratello Roberto fino al 1352.
Sollevò alcune rivolte contro la regina, ma nel 1360 fu sconfitto da Luigi di Taranto: fu imprigionato in Castel dell'Ovo a Napoli e nel 1364 morì forse avvelenato.

## Famiglia e discendenza
Sposò Margherita di Sanseverino nel 1343, dalla quale ebbe tre figli:
1. Luigi (1344- morto in giovane età)
2. Carlo III di Napoli (1345-1386)
3. Agnese (1347-morta in giovane età)

## Ascendenza
|                        |                            |                              | Genitori                           |  |  | Nonni |  |  | Bisnonni        |  |  | Trisnonni             |  |
|                        |                            |                              |                                    |  |  |       |  |  | Carlo I d'Angiò |  |  | Luigi VIII di Francia |  |
|                        |                            |                              |                                    |  |  |       |  |  | Carlo I d'Angiò |  |  | Luigi VIII di Francia |  |
|                        |                            | Bianca di Castiglia          |                                    |  |  |       |  |  | Carlo I d'Angiò |  |  |                       |  |
| Carlo II di Napoli     |                            |                              |                                    |  |  |       |  |  | Carlo I d'Angiò |  |  |                       |  |
|                        |                            | Beatrice di Provenza         | Raimondo Berengario IV di Provenza |  |  |       |  |  |                 |  |  |                       |  |
|                        |                            | Beatrice di Provenza         | Raimondo Berengario IV di Provenza |  |  |       |  |  |                 |  |  |                       |  |
|                        |                            | Beatrice di Provenza         | Beatrice di Savoia                 |  |  |       |  |  |                 |  |  |                       |  |
| Giovanni di Gravina    |                            | Beatrice di Provenza         |                                    |  |  |       |  |  |                 |  |  |                       |  |
|                        |                            | Stefano V d'Ungheria         | Béla IV d'Ungheria                 |  |  |       |  |  |                 |  |  |                       |  |
|                        |                            | Stefano V d'Ungheria         | Béla IV d'Ungheria                 |  |  |       |  |  |                 |  |  |                       |  |
|                        |                            | Stefano V d'Ungheria         | Maria Lascaris di Nicea            |  |  |       |  |  |                 |  |  |                       |  |
| Maria d'Ungheria       |                            | Stefano V d'Ungheria         |                                    |  |  |       |  |  |                 |  |  |                       |  |
|                        |                            | Elisabetta dei Cumani        | …                                  |  |  |       |  |  |                 |  |  |                       |  |
|                        |                            | Elisabetta dei Cumani        | …                                  |  |  |       |  |  |                 |  |  |                       |  |
|                        |                            | Elisabetta dei Cumani        | …                                  |  |  |       |  |  |                 |  |  |                       |  |
| Luigi di Durazzo       |                            | Elisabetta dei Cumani        |                                    |  |  |       |  |  |                 |  |  |                       |  |
|                        | Archambaud III de Périgord | …                            |                                    |  |  |       |  |  |                 |  |  |                       |  |
|                        | Archambaud III de Périgord | …                            |                                    |  |  |       |  |  |                 |  |  |                       |  |
|                        | Archambaud III de Périgord | …                            |                                    |  |  |       |  |  |                 |  |  |                       |  |
| Elia VII di Talleyrand | Archambaud III de Périgord |                              |                                    |  |  |       |  |  |                 |  |  |                       |  |
|                        |                            | Agnès de Blaye               | …                                  |  |  |       |  |  |                 |  |  |                       |  |
|                        |                            | Agnès de Blaye               | …                                  |  |  |       |  |  |                 |  |  |                       |  |
|                        |                            | Agnès de Blaye               | …                                  |  |  |       |  |  |                 |  |  |                       |  |
| Agnese del Périgord    |                            | Agnès de Blaye               |                                    |  |  |       |  |  |                 |  |  |                       |  |
|                        |                            | Ruggero Bernardo III di Foix | Ruggero IV di Foix                 |  |  |       |  |  |                 |  |  |                       |  |
|                        |                            | Ruggero Bernardo III di Foix | Ruggero IV di Foix                 |  |  |       |  |  |                 |  |  |                       |  |
|                        |                            | Ruggero Bernardo III di Foix | Brunisenda di Cardona              |  |  |       |  |  |                 |  |  |                       |  |
| Brunissenda di Foix    |                            | Ruggero Bernardo III di Foix |                                    |  |  |       |  |  |                 |  |  |                       |  |
|                        |                            | Margherita di Montcada       | Gastone VII di Béarn               |  |  |       |  |  |                 |  |  |                       |  |
|                        |                            | Margherita di Montcada       | Gastone VII di Béarn               |  |  |       |  |  |                 |  |  |                       |  |
|                        |                            | Margherita di Montcada       | Mathe di Matha                     |  |  |       |  |  |                 |  |  |                       |  |
|                        |                            | Margherita di Montcada       |                                    |  |  |       |  |  |                 |  |  |                       |  |